# Іво Ангелов
Іво Серафімов Ангелов (болг. Иво Серафимов Ангелов; нар. 15 жовтня 1984, Перник) — болгарський борець греко-римського стилю, переможець та бронзовий призер чемпіонатів світу, чемпіон та багаторазовий призер чемпіонатів Європи, учасник олімпійських ігор.

## Біографія
Боротьбою займається з 1997 року. Перший тренер: Веселін Цвєтков. Особисті тренери: Валентин Райчев, Армен Назарян. Виступав за клуби: «Шахтар» (Перник), «Василь Ілієв» (Кюстенділ), «Левскі» (Софія), «Славія-Літекс», «Ловеч».

## Спортивні результати на міжнародних змаганнях

### Виступи на Олімпіадах
| Змагання                    | Збірна   | Вагова категорія                 | Місце |
| --------------------------- | -------- | -------------------------------- | ----- |
| Літні Олімпійські ігри 2012 | Болгарія | греко-римська боротьба, до 60 кг | 7     |

### Виступи на Чемпіонатах світу
| Змагання                        | Збірна   | Вагова категорія                 | Місце  |
| ------------------------------- | -------- | -------------------------------- | ------ |
| Чемпіонат світу з боротьби 2009 | Болгарія | греко-римська боротьба, до 60 кг | 17     |
| Чемпіонат світу з боротьби 2010 | Болгарія | греко-римська боротьба, до 60 кг | 5      |
| Чемпіонат світу з боротьби 2011 | Болгарія | греко-римська боротьба, до 60 кг | Бронза |
| Чемпіонат світу з боротьби 2013 | Болгарія | греко-римська боротьба, до 60 кг | Золото |
| Чемпіонат світу з боротьби 2014 | Болгарія | греко-римська боротьба, до 59 кг | 13     |
| Чемпіонат світу з боротьби 2015 | Болгарія | греко-римська боротьба, до 59 кг | 8      |
| Чемпіонат світу з боротьби 2018 | Болгарія | греко-римська боротьба, до 60 кг | 21     |
| Чемпіонат світу з боротьби 2019 | Болгарія | греко-римська боротьба, до 60 кг | 7      |

### Виступи на Чемпіонатах Європи
| Змагання                         | Збірна   | Вагова категорія                 | Місце  |
| -------------------------------- | -------- | -------------------------------- | ------ |
| Чемпіонат Європи з боротьби 2005 | Болгарія | греко-римська боротьба, до 55 кг | Бронза |
| Чемпіонат Європи з боротьби 2009 | Болгарія | греко-римська боротьба, до 60 кг | Бронза |
| Чемпіонат Європи з боротьби 2010 | Болгарія | греко-римська боротьба, до 60 кг | 8      |
| Чемпіонат Європи з боротьби 2011 | Болгарія | греко-римська боротьба, до 60 кг | Срібло |
| Чемпіонат Європи з боротьби 2012 | Болгарія | греко-римська боротьба, до 60 кг | Срібло |
| Чемпіонат Європи з боротьби 2013 | Болгарія | греко-римська боротьба, до 60 кг | Золото |
| Чемпіонат Європи з боротьби 2017 | Болгарія | греко-римська боротьба, до 59 кг | Срібло |

### Виступи на Європейських іграх
| Змагання              | Збірна   | Вагова категорія                 | Місце |
| --------------------- | -------- | -------------------------------- | ----- |
| Європейські ігри 2019 | Болгарія | греко-римська боротьба, до 60 кг | 8     |

### Виступи на інших змаганнях
| Змагання                                                         | Збірна   | Вагова категорія                 | Місце  |
| ---------------------------------------------------------------- | -------- | -------------------------------- | ------ |
| Турнір Дана Колова — Николи Петрова 2007                         | Болгарія | греко-римська боротьба, до 60 кг | 7      |
| Турнір Дана Колова — Николи Петрова 2008                         | Болгарія | греко-римська боротьба, до 60 кг | Золото |
| Турнір Дана Колова — Николи Петрова 2009                         | Болгарія | греко-римська боротьба, до 60 кг | Золото |
| Гран-прі Німеччини з боротьби 2009                               | Болгарія | греко-римська боротьба, до 60 кг | Бронза |
| Турнір Вехбі Емре 2010                                           | Болгарія | греко-римська боротьба, до 60 кг | Бронза |
| Турнір Дана Колова — Николи Петрова 2010                         | Болгарія | греко-римська боротьба, до 60 кг | Золото |
| Міжнародний меморіал Дейва Шульца 2011                           | Болгарія | греко-римська боротьба, до 60 кг | 6      |
| Турнір Дана Колова — Николи Петрова 2011                         | Болгарія | греко-римська боротьба, до 60 кг | Золото |
| Кубок Владислава Пітласинські 2011                               | Болгарія | греко-римська боротьба, до 60 кг | Бронза |
| Вогні Москви 2011                                                | Болгарія | греко-римська боротьба, до 60 кг | Бронза |
| Турнір Дана Колова — Николи Петрова 2012                         | Болгарія | греко-римська боротьба, до 60 кг | Золото |
| Турнір Дана Колова — Николи Петрова 2013                         | Болгарія | греко-римська боротьба, до 60 кг | Бронза |
| Кубок Владислава Пітласинські 2013                               | Болгарія | греко-римська боротьба, до 60 кг | 17     |
| Кубок Владислава Пітласинські 2014                               | Болгарія | греко-римська боротьба, до 59 кг | Золото |
| Вогні Москви 2014                                                | Болгарія | греко-римська боротьба, до 59 кг | 6      |
| Міжнародний меморіал Дейва Шульца 2015                           | Болгарія | греко-римська боротьба, до 59 кг | Золото |
| Турнір Дана Колова — Николи Петрова 2015                         | Болгарія | греко-римська боротьба, до 59 кг | Золото |
| Кубок Владислава Пітласинські 2015                               | Болгарія | греко-римська боротьба, до 59 кг | Срібло |
| Олімпійський кваліфікаційний турнір з боротьби 2016 (Улан-Батор) | Болгарія | греко-римська боротьба, до 59 кг | 5      |
| Олімпійський кваліфікаційний турнір з боротьби 2016 (Стамбул)    | Болгарія | греко-римська боротьба, до 59 кг | 16     |
| Турнір Дана Колова — Николи Петрова 2017                         | Болгарія | греко-римська боротьба, до 59 кг | Золото |
| Меморіал Іона Корнеану і Ладислава Сімона 2019                   | Болгарія | греко-римська боротьба, до 60 кг | Золото |

### Виступи на змаганнях молодших вікових груп
| Змагання                                       | Збірна   | Вагова категорія                 | Місце |
| ---------------------------------------------- | -------- | -------------------------------- | ----- |
| Чемпіонат Європи з боротьби серед юніорів 2002 | Болгарія | греко-римська боротьба, до 50 кг | 4     |
| Чемпіонат Європи з боротьби серед юніорів 2004 | Болгарія | греко-римська боротьба, до 55 кг | 11    |
| Чемпіонат Європи з боротьби серед кадетів 2000 | Болгарія | греко-римська боротьба, до 42 кг | 4     |
| Чемпіонат Європи з боротьби серед кадетів 2001 | Болгарія | греко-римська боротьба, до 46 кг | 8     |